# دوسان سوون
دوسان سوون (انگلیسی: Dosan Seowon) دانشکده ای بود که به یادبود و چهار سال پس از مرگ یی هوانگ دانشمند نئوکنفوسیانیسمی کره‌ای توسط برخی از شاگردان وی و دیگر مقام‌های کنفوسیوس کره (کشور) در سال ۱۵۷۴ در آندونگ امروزی در کره جنوبی تأسیس شد.